# نرم‌افزار مشاوره رأی‌دهی
نرم‌افزار کاربردی مشاوره رأی‌دهی، به انگلیسی (voting advice application یا voting aid application)، به اختصار (VAA) یک نرم‌افزار اینترنتی است که به رأی دهندگان کمک می‌کند تا نزدیکترین حزب یا سیاستمدار به نظر آنها را پیدا کنند.
این نرم‌افزارها پدیده نوینی در کارزارهای انتخاباتی مدرن محسوب می‌شوند.